# Ford SAV

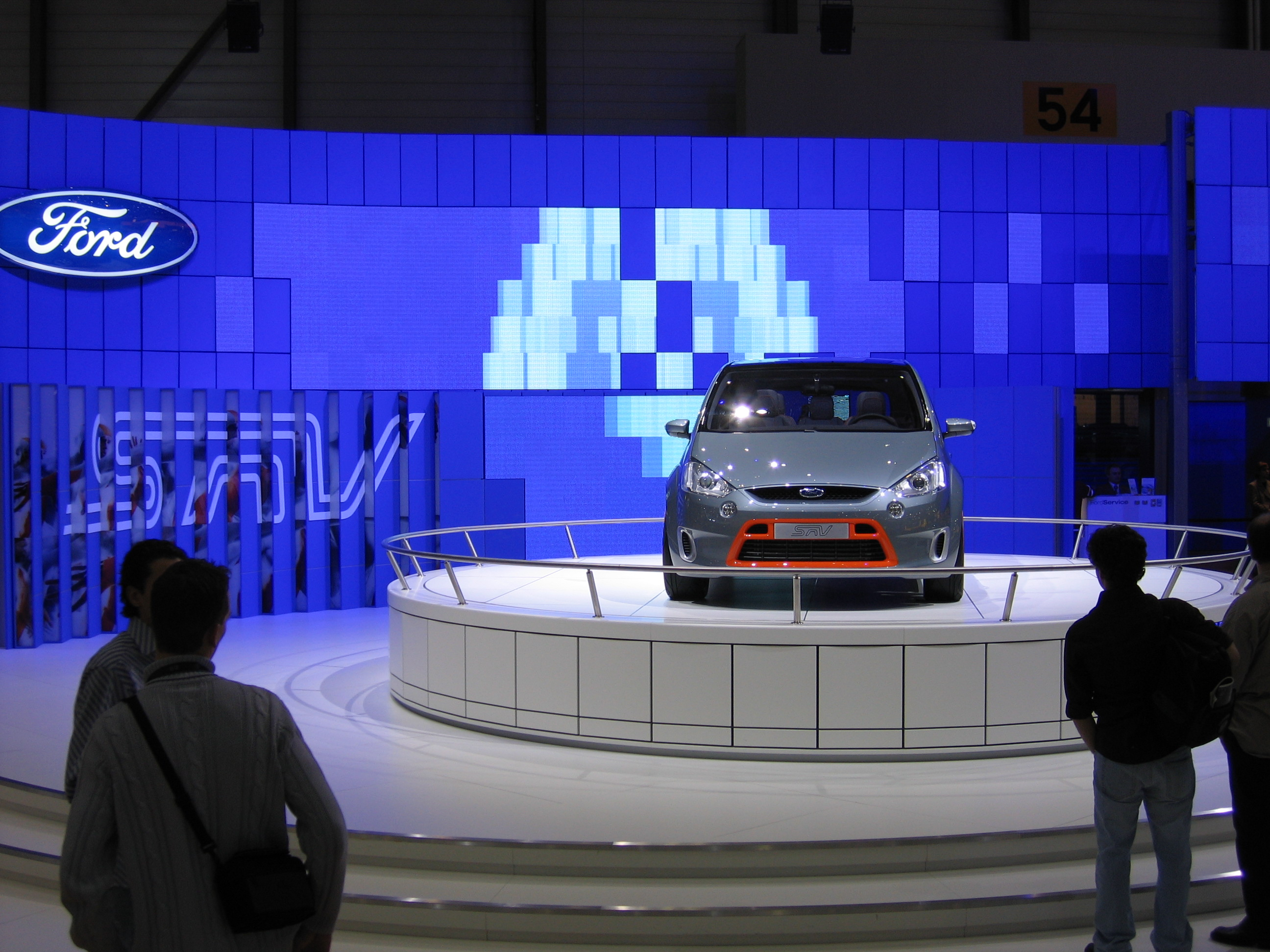
Salon international de Genève de l'automobile pour Ford SAV en 2005

Le Ford SAV (acronyme de Sports Activity Vehicle) est un concept car de grand monospace sept places développé par Ford Europe. 

## Description
Il a été présenté pour la première fois au public au Salon de l'automobile de Genève 2005 et il a été conçu en tant qu'exercice de style pour montrer la nouvelle direction des conceptions de Ford sur le marché européen. Ford a présenté ce modèle, sous le nom de Ford S-Max, un an plus tard avec de légères modifications pour la production de masse. Le S-MAX est plus sportif que le Ford Galaxy et il est plus proche de la grande voiture familiale Ford Mondeo.
Étant plus grand que la Ford Mondeo et plus petit que le Ford Galaxy, il a été conçu avec une flexibilité d'utilisation à l'esprit. Les sièges utilisent la conception de sièges arrière flexibles « Business Class » vue pour la première fois dans le Ford Focus C-Max ; les moteurs électriques permettent de réorganiser facilement les sièges arrière pour le confort des passagers ou de les ajuster pour permettre plus d'espace de chargement. Extérieurement, le design visait à apporter une sensation plus agressive à la philosophie de conception actuelle de Ford. Il a un pare-brise fortement incliné et une ligne de toit arquée qui brouille la frontière entre le monospace et le véhicule utilitaire sportif.